# Виктор Кологрив
Ви́ктор Кологри́в (настоящее имя Ви́ктор Фёдорович Смирно́в; 5 января 1936 года, Костромская область — 13 марта 2018 года, Москва) — русский писатель

, журналист, член Союза писателей России с 1995 года. Лауреат литературной премии «Облака» имени С. В. Михалкова.

## Биография
Родился в деревне Евдокимово Кологривского района Костромской области. До двенадцати лет жил в деревне, затем в Ленинграде, где окончил ремесленное училище связи, экстерном среднюю школу, Ленинградский государственный университет. Работал телефонистом, корреспондентом районной газеты, секретарём райкома комсомола, в ЦК ВЛКСМ, в редакции газеты «Пионерская правда». В 1984—1997 гг. главный редактор журнала «Семья и школа», затем генеральный директор ЗАО «Редакция журнала Семья и школа».
Публиковался с 1955 года. Его рассказы и повести печатались в газетах «Ленинские искры», «Пионерская правда», «Зорька» (Белоруссия), «Юный ленинец» (Украина); в журналах «Мурзилка», «Пионер», «Седмичка» (Чехия), «Вожатый», «Сельская молодёжь», «Крестьянка», «Наша улица» и др. Является автором книг для детей и взрослых «Как рыбы в футбол играли» (1972 г.), «Щучий завтрак» (1973 г.), «Тайна шестого звена» (на украинском языке, 1980 г.), «Жил-был медведь» (1984 г.), «Путешествие в страну тайн» (1991 г.), «Чему быть» (1994 г.), «Пчёлы» (2001 г.), «Лес» (2005 г.), «Новогодние сюрпризы» (2007 г.), «Ошибка Пистолетова» (2008 г.), «Телефонист Смольного» (2009 г.), «Индийский князь» (2010 г.), «Тайный полёт Гагарина» (2012 г.).
За повесть «Телефонист Смольного» удостоен IV ежегодной Международной литературной премии «Облака» имени С. В. Михалкова — «Лучшая книга — 2009» в номинации «Издание высокохудожественных книг для детей младшего и среднего возраста».